# Sumiainen
Sumiainen este o fostă comună din Finlanda.